# Res publica Christiana
A Res publica Christiana célként fogalmazta meg a középkori európai államoknak egy egységes, a pápa szellemi vezetése alatt álló birodalomba való tömörítését, majd azok kiterjesztését közös katonai vállalkozások és missziók keretében. A keresztény világbirodalomnak – a pápák szerint – az egész emberiséget magában kell foglalnia. Magját a keresztény népek egyesülése alkotja, a birodalom ellenségei pedig azok, akik az egyetemes egyházon kívül állnak: a pogányok és az eretnekek.
Eredetileg VII. Gergely pápának az elképzelése, amely szerint a keresztény népeknek egy egységes, nagy birodalomba kell tömörülniük, úgy, hogy közben megőrzik viszonylagos önállóságukat. Ennek a keresztény birodalomnak két vezetője van: a pápa és a császár. Kettőjük közül a fő hatalom a pápáé, akit a katolikus nézet szerint Krisztus Szent Péteren keresztül tett az egész világbirodalom fejévé.
A katolikus egyház tanítása alapján a pápa a Jézus Krisztustól kapott teljes (világi és egyházi) hatalomból átadja ugyan a császárnak a világi hatalmat, de csak mint megbízottjának. Ez az elképzelés már VII. Gergely Dictatus papae cimú iratában megtalálható, és VIII. Bonifác pápa Unam sanctam bullájában (1302) kapott egyházjogi és dogmatikai megfogalmazást.
Eszerint csak egy egyház van, és rajta kívül nincs üdvösség. Az egyház egyetlen testet alkot, amelynek egyetlen feje a pápa, akinek minden tag alá van vetve. Az egyház Istentől két kardot kapott, amelyek a lelki és világi hatalmat szimbolizálják. Ha a világi uralkodó megsértené az egyház érdekeit, a pápa ítélkezik felette, míg a pápa csak Istennek tartozik számadással.
A Res publica Christiana-ban a császár feladata a keresztény királyságok feletti felügyelet, a külső rend megtartása és a népeknek a pápa vezetése alá rendelése. Védeni kell továbbá a pápa és a főpapok birtokait és jogait, de támogatnia kell a kereszténységnek a pogányok között való terjesztését is. A kifelé irányuló közös megnyilatkozásai a pápák által szentesített keresztes hadjáratok voltak.